# Josefa Ortiz de Domínguez
Josefa Ortiz de Domínguez (születési neve María Josefa Crescencia Ortiz Téllez-Girón; Mexikóváros, 1773. április 19. – Mexikóváros, 1829. március 2.) Querétaro városvezetőjének (corregidorjának) felesége, a querétarói összeesküvés egyik fontos résztvevője, a mexikói függetlenségi háború támogatója.

## Születési helye és ideje
Josefa Ortiz de Domínguez számos életrajzában ma is az olvasható, hogy 1768-ban született Valladolid (ma Morelia) városában. Ez a téves információ onnan ered, hogy amikor 1910-ben Alejandro Villaseñor y Villaseñor megjelentette a függetlenségi harcosok életrajzait egybegyűjtő művét, a Biografías de héroes y caudillos de la Independenciát, abban ezt a dátumot és helyet közölte, a későbbiekben pedig legtöbben ezt vették át. Azonban az 1768-as évszám és Valladolid, mint születési hely, egy névhasonlóság miatt rosszul azonosított moreliai keresztlevélből származik: ebben az áll, hogy 1768. szeptember 8-án itt született Juan Joseph Ortiz és María Manuela Ordóñez lánya, akit 8 nappal később a María de la Natividad Josepha névre kereszteltek. Azonban ezen gyermek anyjának neve nem Girón (vagy más írásmódon Xirón), hanem Ordóñez. Csak a 20. század második felében találtak rá a mexikóvárosi Szent Mihály arkangyal-parókia 14. számú, keresztelési adatokat tartalmazó könyvében a valódi Josefa Ortiz Girónra, ebből kiderül, hogy szülei José Ortiz és Manuela Girón voltak, születési időpontja pedig 1773. április 19.

## Élete
Gyermekkorában egyik lánytestvére vette gondozásba, majd a Colegio de las Vizcaínas iskolában tanult, melyet 1791-ben fejezett be. 1793. január 24-én titokban házasodott össze Miguel Domínguezszel, aki később Querétaro városának vezetője (corregidorja) lett. Az idők során 12 gyermekük született, de közösen nevelték még a Domínguez korábbi házasságából származó két másik gyermeket is.
1810-ben a városban a mexikói függetlenség támogatói titkos összeesküvést szerveztek. Ennek egyik kulcsfontosságú résztvevője volt Ortiz de Domínguez, aki férjét is rávette, hogy csatlakozzon hozzájuk. Céljuk egy fegyveres harc kirobbantása volt, melynek végén kivívták volna Mexikó függetlenségét.
A rendszeres résztvevők Domínguez és felesége mellett Pedro Antonio de Septién Montero y Austri, de Rayas márki és José María Sánchez presbiter voltak, a gyűléseket többnyire Sánchez Descanso utca 14. (ma Pasteur utca 40.) alatt álló házában tartották. Dr. José Martín Hurtado Galves történész összesen 105 nevet sorol fel, akik szerinte részt vettek az összeesküvésben, de vannak, akik 400 körülire teszik az résztvevők számát. Sánchez háza mellett összesen legalább 14 másik helyszínen is tartottak gyűléseket, két épületben pedig a tervezett harchoz gyűjtöttek fegyvereket és lőszert. A tagok valószínűleg esküt tettek életükre, hogy nem árulják el a szervezkedést.
A hatóságok augusztus közepén kezdtek el gyanakodni és jobban odafigyelni a társaságra, de egyelőre nem találtak bizonyítékot ellenük. Hamarosan viszont többen is elárulták a titkos mozgalmat. Dr. Manuel Mariano Iturriaga valladolidi kanonok halálos ágyán Rafael Gil de León papnak vallotta be, miben mesterkednek, azonban Gil de León is szimpatizált a törekvésekkel, ezért figyelmeztette Domínguezt, aki azt állította, nem áll kapcsolatban a szervezkedéssel, és egy kivizsgáló bizottság élére állt. Két hatósági személlyel a González-házba vonultak, melyet átkutattak és rábukkantak az ott őrzött fegyverekre. Ezért a háztulajdonosokat és más összeesküvőket szeptember 15-én letartóztatták.
Ugyanennek a napnak a reggelén Josefa Ortiz megbízta Ignacio Pérezt, a városi börtön parancsnokát, aki az összeesküvők kéme volt, hogy menjen San Miguelbe és értesítse Ignacio Allendét és Hidalgót a történtekről. Őket nem találta ott, de Juan Aldamát igen, aki ezután Allendét értesítette és ketten Doloresbe mentek Hidalgóhoz. (Ezzel egyidőben Antonio Téllez megbízásából Francisco Lojero is ugyanezzel a céllal indult útnak, és különböző történészek még jó néhány emberről írják ugyanezt.)
Hidalgóék úgy látták, nincs más lehetőség, a harcot azonnal el kell kezdeni. Így került sor szeptember 16-án hajnalban a Grito de Doloresre, mellyel visszavonhatatlanul elindult a függetlenségi háború.
A corregidort és feleségét eközben letartóztatták, Francisco Xavier Venegas alkirálynak pedig jelentést küldtek, ő azonban a legtöbb letartóztatottnak visszaadta a szabadságát. Joaquín Arias, egy árulóvá vált korábbi összeesküvő közbenjárására azonban később Josefát ismét elfogták és először a Szent Klára-kolostorba, majd a fővárosbeli a Szent Terézia-kolostorba zárták. Mivel várandós volt, eleinte jól bántak vele, de később áthelyezték a Sziénai Szent Katalin-kolostorba, ahol még 3 évig fogva tartották.
Amikor a háború után megalakult a császárság, felkérték, hogy legyen Ana María Huarte császárné udvarhölgye, de ezt visszautasította. Szintén visszautasított minden jutalmat, amit a függetlenségért való küzdelméért ajánlottak neki.
1829-ben halt meg Mexikóvárosban, földi maradványait először a Szent Katalin-kolostorban őrizték, majd Querétaróba szállították át. A fővárosban teret neveztek el róla, ahol szobrot is állítottak neki.